# Der Hochtourist (1931)
Der Hochtourist ist ein deutsches Filmlustspiel von Alfred Zeisler aus dem Jahre 1931 mit Otto Wallburg in der Titelrolle. An seiner Seite spielte Maria Solveg die weibliche Hauptrolle. Die Geschichte basiert auf dem gleichnamigen Bühnenschwank von Curt Kraatz und Max Neal.

## Handlung
Stadtrat Theodor Mylius ist eigentlich ein braver und angesehener Bürger seiner Stadt. Als lebensfroher Lustmensch, der gern vor anderen bramarbasiert und auch sonst von übersprudelnder Selbstdarstellung ist, findet er es langweilig, immer nur zu Hause bei seiner drallen und allzu braven Ehefrau Johanna zu sitzen. Ihn strebt es hinaus in die „weite Welt“, nach München, wo er „auf die Pauke hauen“ und sich in feucht-fröhlicher Runde so richtig gehen lassen möchte. Da er das aber seiner drögen Gattin so nicht sagen kann, gibt er vor, hin und wieder seinem großen Hobby, der Bergwanderei frönen und als „Hochtourist“ in die luftigen Höhen der alpinen Bergewelt aufsteigen zu wollen. In der Bayerischen Hauptstadt angekommen, knüpft der leutselige Mylius auf einem Künstlerfest sogleich Kontakt zu der flotten Bühnenschauspielerin Lore Heller und verliebt sich in sie. Um die junge Frau zu beeindrucken, beginnt er mal wieder kräftig aufzuschneiden und behauptet, er sei ein Theaterintendant aus Würzburg und könne ihr ein Engagement verschaffen. Der auf der Feier ebenfalls anwesende Theaterdirektor Blumenreich aus Breslau wundert sich ein wenig über den allzu dick auftragenden „Kollegen“, denkt sich aber zunächst nichts weiter dabei.
Um seine Frau daheim nicht misstrauisch zu machen, schickt Mylius Johanna regelmäßig Briefe aus den Alpen, in denen er seitenweise von der wunderschönen Bergwelt mit ihren Gipfeln und Tälern und der klaren Luft schwärmt. Auch seine Kraxelerfolge als Hochtourist kommen selbstverständlich nicht zu kurz. Die versendeten Beschreibungen von Land und Leuten hat Mylius wortwörtlich einem Buch des Reiseschriftstellers Hanns Mertens entnommen. Abgesendet werden diese Briefe von einem Gastwirt in den Hochalpen. Johanna ist derart angefixt von den blumigen Beschreibungen der Bergwelt, dass sie auf die Idee kommt, die literarischen Ergüsse ihres Gatten in Buchform drucken zu lassen und dies ihm vor Ort überreichen will. Augenblicklich macht sich Johanna mit Tochter Alice auf den Weg. Da Mylius in seinem Faktotum Bieber daheim einen Vertrauten hat, der ihn in allen wichtigen Dingen auf dem Laufenden hält, weiß er auch, dass jetzt Gefahr im Verzug ist. Rasch begibt sich Mylius in die Berge, zwängt sich in Krachlederne, zieht dicke Wanderwollstrümpfe an, stülpt sich einen Sepplhut über, legt ein Kletterseil um den massigen Leib und nimmt einen Wanderstock in die Hand, um in dieser Aufmachung das perfekte Klischee eines Flachlandtirolers auf Klettertour abzugeben. So verkleidet, wartet Theodor Mylius in einer alpinen Gaststube auf die Ankunft seiner Lieben von daheim.
Unglücklicherweise lernen Alice und Johanna auf der Anreise den Autoren Mertens kennen, der gerade mal wieder auf Erlebnisreise ist, um genügend Material für sein neues Buch zu sammeln. Rasch ahnt dieser, dass es sich bei den blumigen Worten des Herrn Stadtrats um blanken Ideenklau handelt, behält aber seine Erkenntnisse zunächst für sich. Schließlich laufen alle Handlungsstränge in den Bergen zusammen, mit der Familie Mylius, dem Schriftsteller und Erlebniswanderer Mertens, der Schauspielerin Lore Heller und dem echten Theaterdirektor Blumenreich im Mittelpunkt des Geschehens. Der Autor, der sich zwischenzeitlich in Tochter Alice verliebt hat, zwingt Mylius dazu, seinen geistigen Diebstahl zu gestehen, als dieser am Bergseil hängend auf Mertens Gnade angewiesen ist. Dafür verspricht der Autor, das Familienoberhaupt vor seinen Lieben nicht bloßzustellen. Schließlich ist Theodor Mylius sogar bereit, seine Tochter Alice Hanns zur Frau zu geben. Lore Heller wiederum findet in Herrn Blumenreich einen neuen Förderer ihrer Theaterkarriere.

## Produktionsnotizen
Die Komödie Der Hochtourist, die Wallburg erstmals eine alleinige Hauptrolle bescherte, entstand zwischen dem 17. August und dem 25. September 1931 in den UFA-Ateliers in Neubabelsberg sowie mit Außenaufnahmen in den Ötztaler Alpen und in Zürich. Die Weltpremiere fand am 22. Dezember 1931 in Berlins Gloria-Palast statt. 
UFA-Produzent Alfred Zeisler übernahm auch die Produktionsleitung, Willi A. Herrmann und Herbert Lippschitz gestalteten die Filmbauten. Arthur Ohme war Aufnahmeleiter. Dr. Gerhard Goldbaum zeichnete für den Ton verantwortlich.

## Musik
Folgende Musiktitel wurden gespielt:
- Ein Schwips und Du!
- Einmal möchte’ ich reich sein

Die Texte verfasste Ruth Feiner zu der Musik von Otto Stransky. Hans-Otto Borgmann übernahm die musikalische Leitung. 
Diese Lieder erschienen im Musikverlag Ufaton-Verlags GmbH Berlin.

## Kritiken
Otto Wallburg befand sich mit diesem Lacherfolg, der ihm Ovationen einbrachte, auf dem Höhepunkt seines Filmruhms. Er hatte sich nun endgültig als Leinwandspitzenkomiker durchgesetzt und erhielt von der produzierenden UFA fortan Jahresgagen in Höhe von etwa 100.000 RM, damals eine enorme Summe. Auch die Kritiken waren nach der Premiere voll des Lobes über Wallburgs Leistung; sein Können als großes Komiktalent, das hier erstmals auch einen Film allein zu tragen vermochte, wurde besonders herausgestellt.

„O, welcher Jubel herrschte, und es war überwältigend, und als dann noch Wallburg losblubberte, war das Glück des Publikums vollkommen.“

„Otto Wallburg erzielt immer wieder Lacher auf Lacher. Er ist in dieser Rolle einfach überwältigend und wird vielen Hundertausenden Stunden fröhlichsten Vergnügens schenken.“

Die Österreichische Film-Zeitung schrieb: „Was man in diesem Film sieht bestätigt voll alle Erwartungen. Otto Wallburg ist urkomisch, ob er jetzt als Hochtourist wider Willen erscheint, ob sich auf seinem gutmütigen Gesicht Angst, Verlegenheit oder Zufriedenheit malt, man muß lachen.“

„Otto Wallburg ur-drollig.“

„Otto Wallburg ist in jeder Szene im wahrsten Sinne des Wortes auf der Höhe. Er erzielt Lacher auf Lacher.“

„Der Gloria-Palast rast förmlich vor Vergnügen, der Jubel will gar kein Ende nehmen, ein hundertprozentiger Heiterkeitserfolg, wie man ihn selten so stark … erlebt hat. Ein denkwürdiger Abend für den großen Komiker Wallburg. Man muß ihn einfach gesehen haben.“

Im Lexikon des Internationalen Films heißt es: „Derbe Verfilmung eines "klassischen" Bühnenschwanks, in der es nur dank Otto Wallburgs Komik etwas zu lachen gibt.“